# Mozilla Firefox 4
El Mozilla Firefox 4 és la penúltima versió del navegador web Mozilla Firefox, llançada el 22 de març de 2011. La primera beta va esdevenir disponible el 6 de juliol de 2010; el candidat de llançament 2 (sobre el qual la versió final es basa) es va llançar el 18 de març de 2011. Es va anomenar Tumucumaque, i s'ha confirmat que serà l'últim gran cicle de llançaments que farà Mozilla. L'equip Mozilla s'ha decidit per fer llançaments més petits i ràpids, com han estat fent els altres navegadors. Els objectius principals d'aquesta versió inclouen millores en el rendiment, suport per a estàndards, i interífice d'usuari.

## Característiques
El Mozilla Firefox 4 inclou moltes noves característiques des de la versió 3.6.

### interfície d'usuari
El Firefox 4 té una nova interfície d'usuari, amb un nou aspecte per fer-lo semblar més ràpid. Simulacions inicials de la nova interfície al Windows, Mac OS X, i Linux es van fer disponibles el juliol de 2009.
Algunes de les noves característiques són el Firefox Panorama, una característica que permet a l'usuari organitzar les pestanyes en finestres anomenades "grups" i fer-hi operacions; un controlador d'extensions redissenyat,; suport per a extensions Jetpack; integració amb Firefox Sync; i suport per a pantalles multi-touch.
Gran part dels canvis es van fer a la interfície d'usuari. Per defecte, ara les pestanyes estan a dalt de la finestra. Els botons "atura", "actualitza", i "vés" s'han fusionat en un únic botó, col·locat al cantó dret de la barra de l'adreça. El botó canvia dinàmicament segons l'estat actual de la pàgina. Al Windows Vista i Windows 7, la barra de menú s'amaga per defecte, i les operacions més comunes s'han mogut a un nou menú anomenat "Firefox" al cantó superior esquerre (similar al botó de menú del navegador Opera. Els usuaris poden crear "aplicacions de pestanyes" persistents, i personalitzar la barra de pestanyes, de la mateixa manera que les adreces d'interès i barres de navegació.

### Motor
El Firefox 4 es basa en el motor Gecko 2.0, que afegeix i millora el suport per a HTML5, CSS3, WebM, i WebGL. A més, inclou un nou motor de JavaScript (JägerMonkey) i millors APIs XPCOM.
JägerMonkey és un nou intèrpret JavaScript, dissenyat per treballar a la vegada amb el motor TraceMonkey introduït amb el Firefox 3.5. Millora el rendiment compilant "no detectable" en llenguatge màquina per a una execució més ràpida.
El Firefox 4 és la primera versió del Firefox que treu el suport natiu per al protocol Gopher; tanmateix, encara se suporta mitjançant una extensió.
El Fireox 4 introdueix un API d'àudio, que permet accedir programàticament o crear informació d'àudio amb un element HTML5 d'àudio. Permet, per exemple, visualitzar dades de so brutes, utilitzar filtres o mostrar l'espectre d'àudio.

### Rendiment

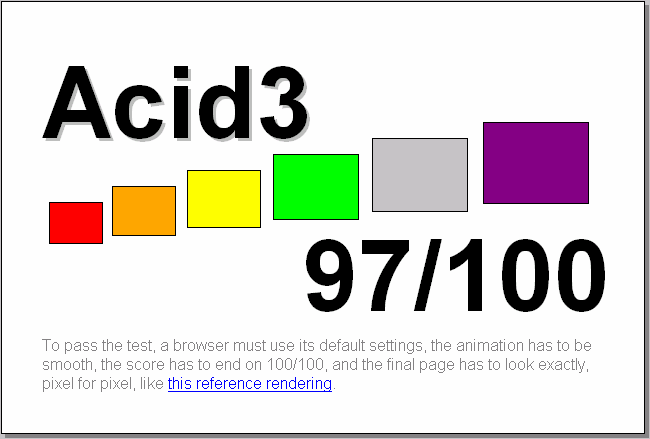
Resultat de la prova Acid3 al Firefox 4.0.

El Firefox 4 va fer un canvi major en rendiment en comparació amb les versions 3.6 i 3.5. El navegador ha fet progressos significatius en tests de JavaScript Sunspider. Ha fet millores en el suport d'HTML5.
A partir del Firefox 4.0 Beta 5, l'acceleració per maquinari està activada per defecte al Windows Vista i Windows 7 emprant Direct2D i a OS X emprant OpenGL. Utilitzant acceleració per maquinari, les pàgines es poden mostrar molt més ràpidament.

## Recepció
Durant el període de llançament de 24 hores, començant el 22 de març de 2011, el Firefox 4 va ser descarregat 7,1 milions de vegades. Abans del llançament oficial, més de 3 milions de persones havien descarregat el segon candidat de llançament que va esdevenir la versió final. En termes de nombre de descàrregues en 24 hores, va ser incapaç de suparar el rècord de 8 milions de descàrregues aconseguit pel Firefox 3 el 2008. El percentatge d'ús el dia del llançament va ser d'un 1,95%, 0,34% més que el dia abans d'acord amb la pàgina web d'estadístiques StatCounter. Com a comparació, el percentatge d'ús de l'Internet Explorer 9 el 22 de març de 2011 era d'un 0,87%, havent-se llançat una setmana abans el 14 de març de 2011. Un dels motius pels quals el Firefox 4 té un ús superior que l'IE9 és que el Firefox 4 suporta el Windows XP i el Windows 2000, mentre que l'Internet Explorer 9 no. El Windows XP té el percentatge d'ús més alt comparat amb el 7 i el Vista, a data del març de 2011.